# Idiodes avelona
Idiodes avelona är en fjärilsart som beskrevs av Pierre E.L. Viette 1968. Idiodes avelona ingår i släktet Idiodes och familjen mätare. Inga underarter finns listade i Catalogue of Life.